# Janusz Suchywilk
Janusz Suchywilk ze Strzelec (w ziemi sandomierskiej), herbu Grzymała
(ur. ok. 1310, zm. 5 kwietnia 1382 w Żninie) – kanclerz ruski w 1356, kanclerz krakowski w latach 1357–1373, prepozyt gnieźnieński, dziekan krakowski, arcybiskup gnieźnieński w latach 1374–1382.

## Życiorys
W starszej literaturze utrzymywał się pogląd, jakoby ojcem Janusza Suchywilka był Przecław z Gułtów, jednak teza ta została obalona, a pochodzenie jego ojca jest nieznane  jego matką zaś była siostra arcybiskupa Jarosława z Bogorii i Skotnik. Był więc jego siostrzeńcem. Janusz ukończył studia prawnicze w Bolonii i uzyskał stopień doktora dekretów. Należał do Rady Królewskiej już w latach pięćdziesiątych XIV wieku. Nazwany był Suchymwilkiem podobno z racji szczupłego wyglądu.
W latach 1357–1370 należał do grona najbliższych współpracowników i doradców Kazimierza Wielkiego. Jednym z jego pierwszych poważnych zadań było redagowanie Statutów króla Kazimierza, ogłoszonych w latach 1357–1360, najpierw dla Wielkopolski, potem dla Małopolski. Był zapewne współautorem dokumentu fundacyjnego Uniwersytetu Krakowskiego w roku 1364. Negocjował graniczne porozumienie z Brandenburgią w roku 1368. nie można wykluczyć, że był współautorem koncepcji adoptowania przez Kazimierza Wielkiego księcia Kazimierza słupskiego, królewskiego wnuka. Po śmierci króla był wykonawcą jego testamentu. W literaturze uchodzi za przywódcę opozycji przeciw Ludwikowi Węgierskiemu, której celem było osadzenie na tronie polskim właśnie Kazimierza słupskiego, po śmierci Ludwika, który nie miał syna. Jednak interpretacja jego postawy wobec rządów andegaweńskich nie jest wcale tak jednoznaczna i wymyka się prostym osądom.
W roku 1374, po śmierci Jarosława z Bogorii i Skotnik, opuścił urząd kanclerza krakowskiego i z poparciem cesarza rzymskiego Karola IV Luksemburskiego oraz króla Ludwika Węgierskiego, otrzymał w Awinionie od papieża Grzegorza XI sakrę biskupią i został arcybiskupem gnieźnieńskim.
- 1377 – Ludwik Węgierski zorganizował zbrojną wyprawę na Litwę, ponieważ władający Chełmem i Bełzem bratanek Witolda nie składał mu hołdu lennego, który składał Kazimierzowi Wielkiemu. Wyprawę wsparł finansowo Janusz Suchywilk przeznaczając na nią 200 kop groszy praskich.
- 1378 – zwołał synod biskupi w Kaliszu z udziałem biskupów: włocławskiego, lubuskiego i krakowskiego, którego celem było uwolnienie duchowieństwa od danin królewskich. Wysłano delegację z postulatami do Ludwika Węgierskiego, który zmniejszył poradlne z 3 na 2 grosze z łana. Został wyniesiony przez króla Ludwika Węgierskiego na pierwszy stopień senatu.
- 1380 – przeniósł parafię ze wsi Pólko do Konar /w dobrach stołowych biskupów gnieźnieńskich zlokalizowanych przy ujściu Pilicy do Wisły (dawna Ziemia Czerska – teraz Gmina Warka).
- 1381 – potwierdził dokument sprzedaży wójtostwa w Łowiczu.

W czasie swojego pontyfikatu erygował min. kościół parafialny w Budzisławiu Kościelnym.
W 1364 roku został właścicielem klucza kobylańskiego, w skład którego wchodziła Dukla. Otrzymał ten klucz od swoich rodziców.
W 1366 roku przekazał swoje dobra bratankom z wyłączeniem linii żeńskiej, ustanowił w ten sposób pierwszą ordynację rodową w Polsce. Król Kazimierz Wielki potwierdził ten dokument.
W 1376 roku powodowany nepotyzmem oddał zarząd nad zamkami  w Opatówku i w Uniejowie (własność biskupów gnieźnieńskich) swoim bratankom Piotrowi i Mikołajowi, co po jego śmierci doprowadziło do ostrego konfliktu, z powodu odmowy oddania zarządu zamkami.
Janusz Suchywilk, pozostawił niezapomniany ślad w historii Polski. Jego działania, od chwil młodzieńczych, poprzez lata służby królowi, aż po pełnienie roli arcybiskupa, wpisują się w historię jako ważny etap rozwoju państwa. Jego dziedzictwo, choć czasem obciążone konfliktami rodowymi, przetrwało przez wieki.